# محمد زهير البابا
محمد زهير البابا (1921 - 2011) هو دكتورٌ صيدلانيٌ سوري، كان عميدًا لكلية الصيدلة في جامعة دمشق عام 1970، وكتب عددًا من المؤلفات الهامة. كان أيضًا عضوًا في مجمع اللغة العربية بدمشق.

## حياته
وُلد محمد زهير البابا عام 1921 ميلاديًا في حي القيمرية بمدينة دمشق. التحق في عمر السادسة بالمدرسة الجوهرية لتعلم القرآن، ولما أتم السابعة سجله والده في مدرسة التطبيقات، حيث حصل منها على شهادة الدراسة الابتدائية. وفي عام 1933 التحق بمكتب عنبر، والذي كان آنذاك مدرسةً للأولاد، وحصل منها على شهادة البكالوريا عام 1937. انتسب في عام 1940 إلى المعهد الطبي العربي وحصل منه على شهادة البكالوريوس في علوم الصيدلة والكيمياء عام 1945، ثم توجه إلى جامعة بروكسل ليختص في علم العقاقير الطبية والنباتات الطبية وحصل منها على شهادة الدكتوراه عام 1948.
عيّن في عام 1949 مدرسًا في قسم الصيدلة بكلية طب جامعة دمشق، وتدرج في المناصب التدريسية، حتى صار أستاذًا في عام 1962، ثم وكيلًا لكلية الصيدلة. توجه في عام 1963 إلى جامعة الملك سعود في الرياض، ودرَّس فيها حتى عام 1968، ثم عاد إلى كلية الصيدلة في دمشق، وصار عميدًا لها عام 1970.
حصل في عام 1974 على الميدالية الذهبية من مؤتمر اتحاد الصيادلة العرب، وفي عام 1986 على جائزة الكويت للتقدم العلمي في مجال الكيمياء والصيدلة عند العرب.

## عضويته
كان الدكتور محمد زهير البابا عضوًا في عددٍ من اللجان والمنظمات المحلية والدولية، حيث كان عضوًا في: اللجنة الوطنية السورية للاتحاد الدولي لتاريخ العلوم، والجمعية الفرنسية لتاريخ الطب، ولجنة تعريب المصطلحات العلمية، هيئة الموسوعة العربية، لجنة مراقبة الأدوية، لجنة اختبار المرشحين لنيل جائزة الكويت للتقدم العلمي، لجنة النشر العلمي في المجلس الأعلى للعلوم. كما كان أستاذًا في معهد التراث العلمي العربي الملحق بجامعة حلب، وهو من مؤسسي هذا المعهد، بالإضافة لدوره في تأسيس أول معملٍ للخميرة من نوعه في سوريا.
انتُخب عضوًا في مجمع اللغة العربية بدمشق بتاريخ 4 أيلول 1985، وصدر مرسوم تعيينه بتاريخ 27 ديسمبر 1988، وكانت قد أُقيمت حفلةٌ لاستقباله في 27 مايو 1989. ولما أقعده المرض عن مزاولة أعماله في المجمع صار عضوًا فخريًّا في أغسطس 2010.

## مؤلفاته
كان قد ألقى حوالي 25 محاضرةً في عدة مؤتمرات وندوات محلية وعربية وأجنبية في الفترة ما بين عامي 1969 حتى 2000، وكان قد وضع عددًا من المؤلفات، ومنها:
- «علم العقاقير وتشخيصها المجهري الكيميائي» (3 أجزاء)، صدر في عام 1964 وأعيد طبعه عام 1970.
- «تاريخ الصيدلة وتشريعها وآدابها» صدر في 1975 و1978 و1986.
- «فهرس المخطوطات الطبية للحضارات القديمة العربية والإغريقية في المكتبة الوطنية بباريس»، صدر عام 1982.
- «معجم مصطلحات العلم والتكنولوجيا»، صدر عام 1982 في بيروت.
- «أقرباذين القلانسي» (تحقيق)، صدر عام 1983.
- «من مؤلفات ابن سينا الطبية: كتاب دفع المضار الكلية عن الأبدان الإنسانية، والأرجوزة في الطب، وكتاب الأدوية القلبية» (تحقيق)، صدر عام 1985.
- «علم السموم لابن وحشية» (تحقيق)، لم يُطبع بعد.
- «أقرباذين ابن التلميذ ورسالة في المعهد» (تحقيق).
- «المقالة 28 من كتاب التصريف لمن عجز عن التأليف للزهراوي» (تحقيق).
- «المقالة الفاضلية في التحرز من السموم» (تحقيق).
- «غاية الإحسان في خلق الإنسان» (تحقيق).

## وفاته
تُوفي في دمشق بتاريخ 1 سبتمبر (أيلول) 2011 ميلاديًا المُوافق 3 شوال 1432 هجريًا، وذلك بعد معاناته مع المرض.